# Lucio Antonio (figlio di Iullo)
Lucio Antonio (in latino Lucius Antonius; 20 a.C. ca. – 25) è stato un politico romano, figlio maggiore di Iullo Antonio e Claudia Marcella maggiore.

## Origini familiari
Lucio Antonio era figlio di Iullo Antonio, figlio a sua volta del triumviro Marco Antonio e di Fulvia. Sue zie paterne erano Antonia maggiore, nonna di Nerone, e Antonia minore, moglie di Druso maggiore e madre di Claudio. La madre Marcella era figlia di Gaio Claudio Marcello e di Ottavia minore, sorella di Augusto. Il fratello della madre, Marco Claudio Marcello era inoltre il marito della figlia di Augusto, Giulia maggiore. Aveva due fratelli: Gaio Antonio e Iulla Antonia.

## Biografia
Lucio nacque intorno al 20 a.C. e nel 2 a.C. suo padre fu accusato di adulterio con Giulia maggiore (la figlia di Augusto) e fu costretto a suicidarsi. In conseguenza delle accuse nei confronti del padre, Lucio venne così inviato a Marsiglia in una sorta di esilio di fatto, che fu motivato con la necessità di studiare legge. Tornò a Roma soltanto sotto Tiberio e morì nel 25.

## Ascendenza
|                           |                        |                         | Genitori            |  |  | Nonni |  |  | Bisnonni              |  |  | Trisnonni             |  |
|                           |                        |                         |                     |  |  |       |  |  | Marco Antonio Cretico |  |  | Marco Antonio Oratore |  |
|                           |                        |                         |                     |  |  |       |  |  | Marco Antonio Cretico |  |  | Marco Antonio Oratore |  |
|                           |                        | …                       |                     |  |  |       |  |  | Marco Antonio Cretico |  |  |                       |  |
| Marco Antonio             |                        |                         |                     |  |  |       |  |  | Marco Antonio Cretico |  |  |                       |  |
|                           |                        | Giulia                  | Lucio Giulio Cesare |  |  |       |  |  |                       |  |  |                       |  |
|                           |                        | Giulia                  | Lucio Giulio Cesare |  |  |       |  |  |                       |  |  |                       |  |
|                           |                        | Giulia                  | Fulvia              |  |  |       |  |  |                       |  |  |                       |  |
| Iullo Antonio             |                        | Giulia                  |                     |  |  |       |  |  |                       |  |  |                       |  |
|                           |                        | Marco Fulvio Bambalione | …                   |  |  |       |  |  |                       |  |  |                       |  |
|                           |                        | Marco Fulvio Bambalione | …                   |  |  |       |  |  |                       |  |  |                       |  |
|                           |                        | Marco Fulvio Bambalione | …                   |  |  |       |  |  |                       |  |  |                       |  |
| Fulvia                    |                        | Marco Fulvio Bambalione |                     |  |  |       |  |  |                       |  |  |                       |  |
|                           |                        | Sempronia Tuditana      | …                   |  |  |       |  |  |                       |  |  |                       |  |
|                           |                        | Sempronia Tuditana      | …                   |  |  |       |  |  |                       |  |  |                       |  |
|                           |                        | Sempronia Tuditana      | …                   |  |  |       |  |  |                       |  |  |                       |  |
| Lucio Antonio             |                        | Sempronia Tuditana      |                     |  |  |       |  |  |                       |  |  |                       |  |
|                           | Marco Claudio Marcello | …                       |                     |  |  |       |  |  |                       |  |  |                       |  |
|                           | Marco Claudio Marcello | …                       |                     |  |  |       |  |  |                       |  |  |                       |  |
|                           | Marco Claudio Marcello | …                       |                     |  |  |       |  |  |                       |  |  |                       |  |
| Gaio Claudio Marcello     | Marco Claudio Marcello |                         |                     |  |  |       |  |  |                       |  |  |                       |  |
|                           |                        | Giunia                  | …                   |  |  |       |  |  |                       |  |  |                       |  |
|                           |                        | Giunia                  | …                   |  |  |       |  |  |                       |  |  |                       |  |
|                           |                        | Giunia                  | …                   |  |  |       |  |  |                       |  |  |                       |  |
| Claudia Marcella maggiore |                        | Giunia                  |                     |  |  |       |  |  |                       |  |  |                       |  |
|                           |                        | Gaio Ottavio            | …                   |  |  |       |  |  |                       |  |  |                       |  |
|                           |                        | Gaio Ottavio            | …                   |  |  |       |  |  |                       |  |  |                       |  |
|                           |                        | Gaio Ottavio            | …                   |  |  |       |  |  |                       |  |  |                       |  |
| Ottavia minore            |                        | Gaio Ottavio            |                     |  |  |       |  |  |                       |  |  |                       |  |
|                           |                        | Azia maggiore           | Marco Azio Balbo    |  |  |       |  |  |                       |  |  |                       |  |
|                           |                        | Azia maggiore           | Marco Azio Balbo    |  |  |       |  |  |                       |  |  |                       |  |
|                           |                        | Azia maggiore           | Giulia minore       |  |  |       |  |  |                       |  |  |                       |  |
|                           |                        | Azia maggiore           |                     |  |  |       |  |  |                       |  |  |                       |  |